# Monsieur Devillers
Monsieur Devillers (titre alternatif Hippolyte-Francois Devillers) est un portrait peint à l'huile par Jean-Auguste-Dominique Ingres en 1811. Il représente le fonctionnaire Hippolyte-Francois Devillers, directeur de l'Enregistrement et des Domaines à Rome. Œuvre de commande peint par l'artiste durant son séjour romain, le tableau se trouve dans les collections de la Fondation et Collection Emil G. Bührle de Zurich.

## Provenance
Collection du modèle et de sa descendance jusqu'en 1842. Le tableau passe ensuite dans la collection de M. Lang, mis en vente par la galerie Bernheim-Jeune en 1911, ensuite par une galerie de New-York, et en 1955 par la galerie Nathan de Zurich. Emil Georg Bührle en fait l'acquistion la même année, l'œuvre passe ensuite dans la collection de sa fondation en 1960. 